# Ed Jones

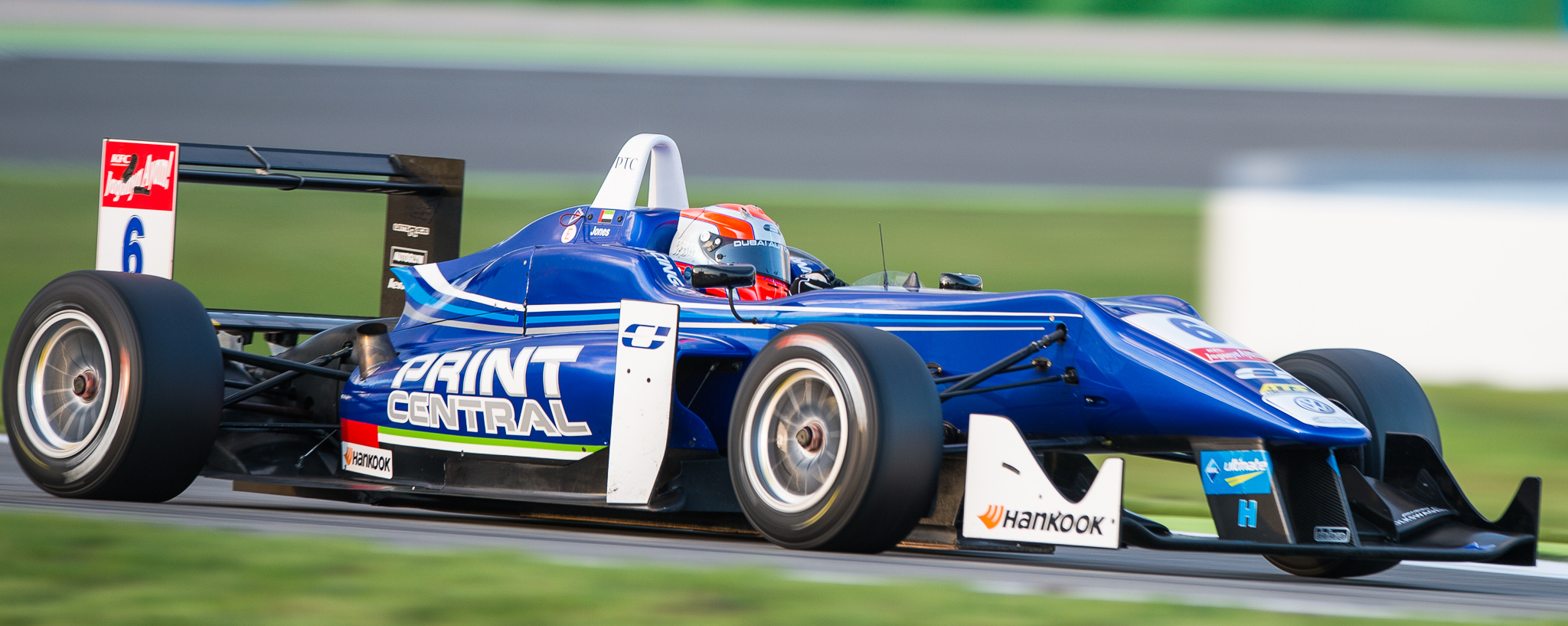
Ed Jones in F3 - Hockenheimring 2014

Edward "Ed" Jones (Dubai, 12 februari 1995) is een autocoureur uit de Verenigde Arabische Emiraten, die ook in bezit is van een Brits paspoort.

## Carrière
In 2004 begon Jones zijn autosportcarrière in het karting, waar hij viermaal op een rij kampioen van de Verenigde Arabische Emiraten werd. Vervolgens stapte hij in 2009 over naar het karting in Europa, waar hij ook verschillende ereplaatsen wist te behalen.
In 2011 stapte Jones over naar het formuleracing, waar hij in drie raceweekenden van de Formule Renault UK ging rijden voor Fortec Motorsports. Hij kwam hier echter niet in aanmerking voor kampioenschapspunten. Zijn beste resultaat was een zevende plaats in de tweede race op Brands Hatch. Aansluitend nam hij ook deel aan de Formule Renault UK Finals Series voor Fortec. Met een vierde plaats in de eerste race op de Rockingham Motor Speedway eindigde hij als vijftiende in het kampioenschap met 42 punten. Ook nam hij voor Fortec deel aan de laatste drie raceweekenden van de Eurocup Formule Renault 2.0, waarin een zestiende plaats in de tweede race op het Circuit Paul Ricard zijn beste resultaat was.
In 2012 stapte Jones fulltime over naar de Eurocup Formule Renault 2.0, waar hij opnieuw voor Fortec reed onder een Britse racelicentie. Hij eindigde slechts als 27e in het kampioenschap met twee punten van de negende plaats in de tweede race op het Circuit Paul Ricard. Ook reed hij voor Fortec in vijf raceweekenden van de Formule Renault 2.0 NEC, waarin hij als twintigste eindigde met 85 punten. Tot slot nam hij voor Team West-Tec F3 deel aan het raceweekend op het Circuit de Catalunya van de Europese F3 Open als vervanger van Sam Dejonghe. Hij sloot deze races af op een zevende en een tweede plaats, maar hij was niet puntengerechtigd.
In 2013 nam Jones opnieuw deel aan de Europese F3 Open voor Team West-Tec, waarvoor hij ook in het Britse Formule 3-kampioenschap ging rijden. Hiernaast reed hij ook in de Formule Renault 2.0 NEC voor Fortec. Voor dit team ging hij dat jaar ook in de eerste ronde op de Hockenheimring rijden in het Europees Formule 3-kampioenschap als vervanger van Dmitry Suranovich. Hij werd kampioen in de Europese F3 Open met zes overwinningen en vier andere podiumplaatsen, ondanks dat hij het eerste raceweekend miste. Ook werd hij derde in de Britse Formule 3, alsmede een elfde plaats in de Eurocup Formule Renault en een negentiende positie in de afsluitende Grand Prix van Macau.
In 2014 maakte Jones zijn fulltime debuut in de Europese Formule 3 voor Carlin. Hij behaalde twee podiumplaatsen op Hockenheim, maar door een crash tijdens de Grand Prix de Pau moest hij vier raceweekenden missen. Na zijn terugkeer waren twee zesde plaatsen tijdens zijn comebackweekend op de Red Bull Ring zijn beste resultaten, waarmee hij dertiende werd in het kampioenschap met 70 punten.
In 2015 maakte Jones samen met zijn team Carlin de overstap naar de Verenigde Staten, waar hij in de Indy Lights ging rijden. Hij won de eerste drie races van het seizoen op het Stratencircuit Saint Petersburg (tweemaal) en het Stratencircuit Long Beach, maar won hierna geen races meer en met vier verdere podiumplaatsen werd hij achter Spencer Pigot en Jack Harvey derde in de eindstand met 324 punten.
In 2016 bleef Jones bij Carlin rijden in de Indy Lights. In de race op het Barber Motorsports Park behaalde hij voor het eerst in een jaar weer een overwinning, om hier in de race op het binnencircuit van de Indianapolis Motor Speedway een tweede zege aan toe te voegen. In de laatste race van het seizoen op Laguna Seca werd hij kampioen nadat teamgenoot Félix Serrallés hem in de laatste ronde voorbij liet gaan, zodat Jones twee punten overhield op zijn concurrent Santiago Urrutia.